# In Pursuit of Romance
In Pursuit of Romance is het achtste muziekalbum van de Britse muziekgroep Charlie. Charlie bestond toen al niet meer, maar de voormalig leider en producer van de band Terry Thomas had nog de verplichting een elpee af te leveren. In juli en augustus 1985 werd het album opgenomen in de Terminal Studio in Londen. Thomas zonder bandleden moest studiomusici inhuren om de tracks vol te spelen; onder hen bevond zich Richard Cottle, die ook al speelde bij The Alan Parsons Project. Thomas raakte ziek na de opnamen en moest naar het ziekenhuis. Na ontslag uit het ziekenhuis was de toenmalige manager ervandoor met de apparatuur. Toen het album verscheen, ging het platenlabel Mirage failliet. Dit alles betekende het eind van de band. Pas in 2009 kwam er een nieuw album, volgespeeld door musici uit het verleden van de band. 

## Musici
- Terry Thomas – zang, gitaar, toetsinstrumenten, drumcomputer
- Felix Krish – basgitaar, bassynthesizer, toetsinstrumenten, achtergrondzang
- Richard Cottle – toetsinstrumenten en saxofoons
- Graham Broad – slagwerk

## Tracklist
Allen van Thomas:

| Nr. | Titel                    | Duur |
| --- | ------------------------ | ---- |
| 1.  | The kings of the world   | 4:52 |
| 2.  | Swimming in a secret sea | 4:33 |
| 3.  | One more day             | 4:01 |
| 4.  | Missing a heartbeat      | 4:01 |

| Nr. | Titel                        | Duur |
| --- | ---------------------------- | ---- |
| 1.  | Take it or leave it          | 3:21 |
| 2.  | In pursuit of romance        | 4:24 |
| 3.  | Don’t stand in my way        | 4:21 |
| 4.  | Everything's safer than love | 4:33 |
| 5.  | Hang on to your dreams       | 3:58 |

| Nr. | Titel              | Duur |
| --- | ------------------ | ---- |
| 10. | There you go again | 3:20 |